# Parapylochelidae
Famille
Parapylochelidae est une famille éteinte de bernard-l'hermite (crustacés décapodes) créée en 2012 par René H. B. Fraaije (d), Adiël A. Klompmaker (d) et Pedro Artal (d). 

## Liste des genres et espèces
Selon Paleobiology Database (17 mai 2021) :
- genre † Diogenicheles Fraaije et al., 2012
  - espèce † Diogenicheles theodorae Fraaije et al., 2012
- genre † Masticacheles Fraaije et al., 2012
  - espèce † Masticacheles longirostris Fraaije et al., 2012
- genre † Mesoparapylocheles Fraaije et al., 2012
  - espèce † Mesoparapylocheles michaeljacksoni Fraaije et al., 2012
- genre † Pilgrimcheles Fraaije et al., 2012
  - espèce † Pilgrimcheles karolinae Fraaije et al., 2012

## Publication originale
- (de) René H.B. Fraaije, Adiël A. Klompmaker et Pedro Artal, « New species, genera and a family of hermit crabs (Crustacea, Anomura, Paguroidea) from a mid-Cretaceous reef of Navarra, northern Spain », Neues Jahrbuch fuer Mineralogie. Abhandlungen, E. Schweizerbart (d), vol. 263, no 1,‎ 1er janvier 2012, p. 85-92 (ISSN 0077-7757, 0028-3649 et 2363-7161, DOI 10.1127/0077-7749/2012/0213).